# ليودميلا كاراتشكينا
ليودميلا جورجيفنا كاراتشكينا ولدت في 13 أيلول 1948، هي عالمة فلك أوكرانية مكتشفة للكواكب الصغيرة.
في عام 1978 التحقت كعالمة فلك في معهد علم الفلك النظري (ITA) في لينينغراد. ثم ركزت أبحاثها في مرصد القرم للفيزياء الفلكية (crAO) على القياس الفلكي والقياس الضوئي للكواكب الصغيرة. ينسب لها مركز الكواكب الصغيرة اكتشاف 130 كوكباً صغيراً، بما في ذلك كويكب عمر 5324 ليابونوف وكويكب طروادة 3063 ماخان. في 2004 حصلت على درجة دكتوراة في علم الفلك من جامعة أوديسا الوطنية.
ليودميلا كاراشكينا لديها ابنتان هما ماريا وريناتا. تم تسمية الكويكب الداخلي ذو الحزام الرئيسي 8019 كاراشكينا (8019 Karachkina)الذي اكتشفه علماء الفلك الألمان لوتز د. شمادل (Lutz D. Schmadel) وفريموت بيرنغن (Freimut Börngen) في توتنبورغ في 14 تشرين الأول لعام 1990 تكريما لها، في 23 تشرين الثاني لعام 1999 تم تسميّة كوكب ثانوية 8089 (يوكر) (8089 Yukar) على اسم زوجها يوريج فاسيليفيست كاراشكين (ب 1940) وهو مدرس فيزياء في مدرسة M.P.C.36946) CrAo).